# Mateusz Kościukiewicz
Mateusz Kościukiewicz (Nowy Tomyśl, 1 de mayo de 1986) es un actor polaco. Protagonizó el filme Mug en 2018, dirigido por Małgorzata Szumowska.

## Biografía
Kościukiewicz nació en la localidad de Nowy Tomyśl el 1 de mayo de 1986. Actor polaco, se casó con la directora de cine Małgorzata Szumowska en 2011 y tienen una hija en común, Alina, nacida el 3 de diciembre de 2012.
En 2010 recibió en el Festival de Cine de Karlovy Vary el premio al mejor actor (con Filip Garbacz) por el papel de Paweł Sala's en la película Matka Teresa od kotów. En el mismo año ganó el premio Zbigniew Cybulski.
En 2011, recibió un Águila en la categoría "Descubrimiento del Año" por el papel que Wszystko, co kocham. También fue nominado en la categoría de "Mejor Actor".
En 2013 Mateusz Kościukiewicz fue nombrado uno de los 10 más prometedores talentos temporarios en Europa en EFP's Shooting Star 2014.

## Filmografía
- 2009: Sweet Rush
- 2009: Wszystko, co kocham ː Janek
- 2010: Matka Teresa od kotów ː Artur[3]
- 2011: Sala Samobójców ː Jasper (voz)
- 2012: Shameless ː Tadek
- 2013: Bejbi blues ː Seba[4]
- 2013: Baczynski ː Krzysztof Kamil Baczyński[5]
- 2013: Amarás al prójimo ː "Dynia" Lukasz
- 2013: Walesa. El hombre de la esperanza ː Krzysiek
- 2013: Bilet na Ksiezyc ː Antoni Sikora[6]
- 2015: 11 Minutes ː exboxeador
- 2015: Disco Polo - coguionista[7]
- 2015: Panie Dulskie ː Zbyniu[8]
- 2015: Elixir ː Louis[9]
- 2015: Francesco ˑ Francisco de Asís[10]
- 2017: Amok ː Krystian Bala[11]
- 2017: Gwiazdy ː Jan Banaś[12]
- 2018: Mug ː Jacek
- 2018: 25 km/h : Adam
- 2018: Diagnóstico (TVN serie) : Fiscal Paweł Wilecki
- 2018: 1983 (Netflix serie) : Kamil Zatoń
- 2019: Solid Gold : Solarz
- 2019: Żużel : Riczi
- 2020: The Informer : Staszek Cusik
- 2020: Águila. Última patrulla : Teniente Andrzej Piasecki